# Шаперони
Шаперони в молекулярній біології — білки, які допомагають нековалентному згортанню/розгортанню або розбиранню/збиранню інших макромолекулярних структур, але не взаємодіють з цими структурами, коли останні виконують свої нормальні біологічні функції. Термін «молекулярний шаперон» був введений в роботі Ласкей та ін. 1978 року для опису здатності ядерного білка нуклеоплазміну запобігати агрегуванню білків-гістонів та правильно взаємодіяти з ДНК при утворенні нуклеосом.
Хоча у більшості випадків шаперони взаємодіють з білками, багато з них взаємодіють і з іншими молекулами, зазвичай комплексами білків з нуклеїновими кислотами. Шаперони не містять стеричної інформації про субстрат, згортанню якого вони допомагають. Перш за все шаперони обмежують наявний простір, прискорюючи згортання білків, та запобігають новосинтезованим пептидним ланцюгам взаємодіяти та створювати комплекси з недіючими структурами. У багатьох випадках шаперони також відновлюють структуру білків, що втратили її з часом або в результаті впливу умов навколишнього середовища. Багато шаперонів, хоча і не всі, є білками теплового шоку, через тенденцію білків денатурувати та збільшувати неспецифічну агрегацію під дією тепла.
Молекулярні шаперони в основному є білками теплового шоку, що належать до наступних п'яти висококонсервативних родин: Такі, що мають АТФ-азну активність:
- Hsp 100
- Hsp 90
- Hsp 70
- Hsp 60
- Не-АТФ-азні малі білки теплового шоку (small Hsps, sHsps, М = 12-43 кДа)

Окрім того, нещодавно виявили зв'язаний з рибосомою тригер-фактор (trigger-factor, TF), котрий володіє як шапероновою, так і пептидилпроліл-цис-транс-ізомеразною активністю. Він локалізований в місці виходу ростучого поліпептиду з тунелю рибосоми і спільно з великою субодиницею рибосоми забезпечує його котрансляційне згортання.

## Шаперони [Hsp 70]
Підтримання розгорнутого стану ланцюга при запобіганні агрегації — одна з основних функцій hsp70.
Молекула шаперону може існувати у двох структурних станах залежно від типу зв'язаного ліганду — АТФ чи АДФ. У комплексі з АТФ реалізується структурна форма, яка допускає швидку рівновагу між зв'язаним / дисоційованим поліпептидом. Гідроліз АТФ (здійснюється АТФ-азним доменом hsp70 за сприяння ко-шаперонів hsp40) викликає структурну зміну з міцною фіксацією поліпептиду пептидзв'язувальним доменом. За допомогою інших ко-шаперонів АДФ знову замінюється на АТФ.
Фолдинг ростучого поліпептидного ланцюга забезпечується його взаємодією спочатку з фактором TF, а потім — із системою шаперона Hsp 70, що включає такі елементи:
- Власне шаперон Hsp 70
- Кошаперон Hsp 40
- Фактори нуклеотидного обміну NEF (nucleotide exchange factor)

Найкраще вивченою є система кишкової палички, що складається з шаперона DnaK, кошаперона DnaJ і NEF-білка GrpE, причому DnaJ і GrpE функціонують у вигляді димерів.
Функції шаперонової системи Hsp 70:
- Утворення тимчасових комплексів Hsp 70 з ненативними білками-мішенями запобігає неспецифічній агрегації цих білків та їх деградації протеасомами, і тим самим сприяє правильному фолдингу мішені.
- Спільно з Hsp 100 бере участь в солюбілізації і рефолдингу агрегованих білків.

Згідно з сучасними уявленнями, шаперон Hsp 70 складається з трьох доменів:
1. висококонсервативний N-кінцевий нуклеотидзв'язуючий домен (NB, 45 кДа)
2. варіабельний субстратзв'язуючий домен (SB, 20 кДа)
3. С-кінцевий домен (CT, 10кДа) здатен взаємодіяти з різними білками і модулювати функції Hsp 70.

АТФ-форма Hsp 70 має низьку спорідненість до білків-мішеней і високу швидкість обміну субстратів, тоді як АДФ-форма проявляє високу афінність до субстратів і демонструє низьку швидкість їх обміну.
Дводоменні кошаперони Hsp 40 стимулюють гідроліз нуклеотидів шапероном Hsp 70, а взаємодія фактора NEF з NB-доменом Hsp 70 сприяє вивільненню АДФ і наступному зв'язуванню АТФ, що веде за собою дисоціацію білка-мішені і повторення циклу.
Вважається, що від 10 до 20 % усіх синтезованих білків як про-, так і еукаріот згортаються за участі системи Hsp 70-Hsp 40-NEF.

## Шаперони [Hsp 90]
Шаперони Hsp 90 знайдені у еукаріот і бактерій, але поки не знайдені в архебактерій.
За нормальних умов вони відіграють основну роль в секреторних шляхах і внутрішньоклітинному транспорті, а за умов стресу залучаються до процесів мітозу, мейозу, регуляції клітинного циклу.
Система Hsp 90 бере участь у підтримці так званих «клієнтних білків»:
- Протеїнкінази
- Транскрипційні фактори і ядерні рецептори стероїдних гормонів
- Білки вірусної реплікації, внутрішньоклітинні рецептори, пов'язані з вродженим імунітетом.
- Спільно з Hsp 70 стабілізують новосинтезовані білки, беруть участь у збиранні/розбиранні мультибілкових комплексів.

Будова субодиниці Hsp 90:
1. N-кінцевий АТФ-зв'язувальний домен, М=25кДа;
2. Центральний М-домен, М=35 кДа; містить каталітичну петлю з залишком Арг, котрий бере участь у гідролізі АТФ;
3. С-кінцевий домен, М=20 кДа;

Hsp 90-білки в апоформі формують так звані відкриті V-подібні димери за рахунок взаємодії С-доменів. Зв'язування АТФ призводить до взаємодії між N-доменами і утворення закритої форми шаперона. АДФ-форма являє собою напіввідкритий стан.
Алостерична регуляція Hsp 90 здійснюється за участі «кришок» — куполоподібних структур, локалізованих в N-доменах. Вони здатні «прикривати» центри зв'язування АТФ та каталітичні петлі М-доменів.
Регуляція функціональної активності Hsp 90 здійснюється за участі ряду кошаперонів — наприклад, Hop-білок взаємодіє з С-доменом, Cdc37 — з N-доменом, Aha1 — з М-доменом.
З використанням електронної мікроскопії було встановлено послідовність подій за участі Hsp 90 (на прикладі Cdk-4 дріжджів): Димер Hsp 90 дріжджів зв'язує димер кошаперона Cdc37 (cell-division cycle 37 homologue) в центральній щілині, утвореній N-доменами, а мономер Cdk-4 (cyclin-dependent kinase 4) — на бічній поверхні комплексу. При цьому один із доменів кінази взаємодіє з N-кінцевою, а інший — з центральною ділянкою шаперона Hsp 90. Послідовне звільнення субодиниць Cdc37 і реалізація АТФ-азного циклу викликають ряд коформаційних змін в димері Hsp 90, що призводить до виникнення напруженого стану в зв'язаному білку, його ремоделювання і вивільнення.

## Шаперони [Hsp 100]
Hsp 100 беруть участь в дезагрегації білків. Така потреба може виникнути, наприклад, при зміні умов середовища, коли гідрофобні амінокислотні залишки експонуються на поверхню молекули. Такі білки агрегують між собою за рахунок реалізації гідрофобних взаємодій.
В бактеріальних клітинах функціонують Hsp 100 ClpB, а в рослинних та клітинах дріжджів — Hsp 101 та Hsp 104 відповідно. Показано, що зазвичай дезагрегація білків здійснюється за участі кооперативно діючої системи Hsp 100-Hsp 70.
Вважається, що система DnaK сприяє зміні фізичних властивостей агрегатів, ініціюючи вивільнення окремого поліпептиду з білкового агрегату і переміщує його до ClpB. Під час транслокації поліпептиду крізь центральний канал ClpB (за рахунок гідролізу АТФ) відбувається його розгортання. Вивільнений назовні попіпептид піддається рефолдингу (самостійно чи за участі інших шаперонів).

## Малі Hsp (sHsps)
sHsps шаперони мають ряд характерних особливостей:
- Вони не мають нуклеотид-зв'язувальних доменів;
- На відміну від інших родин шаперонів, олігомери sHsps можуть зв'язувати по кілька ненативних білків;
- Вивільнення білків-мішеней відбувається АТФ-залежно за участі інших шаперонів, тому sHsps інколи розглядають як резервуари для ненативних білків для їх подальшого рефолдингу.

Структура sHsps дуже різноманітна, та все ж можна виокремити характерні риси:
- В центральній частині молекули — приблизно 100 а. з. зі структурою, характерною для ɑ-кристаліну кришталика ока тварин,
- Існування у формі крупних олігомерів (12-24 субодиниць), що складаються з димерів і мають консервативну структурну організацію у вигляді сферичного чи дископодібного комплексу, через який проходить центральний канал.
- Олігомери sHsps здатні до швидкого обміну субодиницями, що особливо виражено при дії підвищених температур. Ця властивість розглядається як основний фактор запобігання агрегації білка під час теплової денатурації.

## Шапероніни
Особливий клас шаперонів, побудованих із білків hsp60, об'єднують у групу шаперонінів.
Бактеріальний шаперонін (шаперонін І) містить два комплекси, кожен з яких сформований сімома молекулами hsp60 (інша назва GroEL).
Комплекс має форму кільця з каналом ~45 A у діаметрі, утворюючи своєрідну мікропробірку, яка може закриватися кришечкою, утвореною із 7 молекул hsp10 (інша назва GroES).
Еукаріотичні аналоги (шапероніни ІІ) мають подібну будову, але кожне кільце формується з восьми або дев'яти субодиниць, додаткові структурні домени яких утворюють кришечку, що закривається / відкривається в результаті структурних перебудов.
Шапероніни впізнають гідрофобні кластери білкової молекули, коли вона знаходиться на стадії розплавленої глобули.
Кожна субодиниця гептамерного кільця GroEL складається з трьох доменів:
1. апікального (верхівкового, Ар), що містить загальний центр зв'язування ненативних білків і кошапероніна.
2. шарнірного проміжного (In).
3. С-кінцевого екваторіального (Eq), котрий несе АТФ-азний центр.

Взаємодія екваторіальних доменів двох кілець GroEL призводить до утворення дзеркально симетричного тороїда з двома ізольованими гідрофобними порожнинами (транс-стан кілець), вхідні отвори яких сформовані апікальними доменами.
Субодиниці кошапероніна GroES також утворюють циклічний гептамерний комплекс, що прикриває одну з порожнин тороїда GroEL. Це призводить до розширення порожнини та збільшення її гідрофільності (цис-стан кільця).
Кожна субодиниця кільця, і на цьому базується принцип роботи шапероніну, існує принаймні у двох структурних формах. Перша реалізується в комплексі з АТФ або АДФ і характеризується:
- високою спорідненістю до hsp10 (що сприяє утворенню кришечки);
- низькою гідрофобністю своєї поверхні. Дисоціація ліганду (ADP після гідролізу АТР) індукує структурну перебудову зі взаємним переміщенням трьох структурних доменів. При цьому втрачається спорідненість до hsp10 (відкриття кришечки) і на внутрішню поверхню білка (усередині каналу мікробірки) експонуються гідрофобні групи.

Зв'язування та гідроліз АТР, дисоціація ADP і відповідні перебудови відбуваються синхронно для семи субодиниць одного кільця (позитивна кооперативність у межах кільця), але два кільця працюють за принципом негативної кооперативності: перший стан одного кільця сприяє реалізації другого стану в іншому кільці.
Описаний на попередньому слайді шлях фолдингу — транс-шлях — характерний для відносно невеликих білків-мішеней.
Для мультидоменних білкових мішеней характерний цис-механізм фолдингу. У цьому випадку, як вважається, зв'язування GroES і білка-мішені відбувається у протилежних кільцях GroEL. Продуктивний фолдинг триває близько 1с, після чого мішень звільняється. І повторно захоплюється.
Ознаки шаперонінів:
- Негативна кооперативність між кільцями GroEL, що визначає асиметричне функціонування системи.
- Неконкурентне інгібування гідролізу АТФ у присутності АДФ в сусідньому кільці.
- Необхідність наявності зв'язаного нуклеотида в шапероніні GroEL для зв'язування кошапероніна GroES.